# Thomas Domian
Thomas Domian (* 5. Juli 1964 in Gelsenkirchen) ist ein ehemaliger deutscher Ruderer. Er wurde 1988 Olympiasieger im Achter.
Domian startete für den Ruderclub Hansa von 1898 aus Dortmund. Er begann 1977 mit dem Rudersport und gewann 1981 die deutsche Jugendmeisterschaft im Vierer ohne Steuermann für den RV Emscher; 1982 war er bei den Junioren-Weltmeisterschaften Dritter im Vierer mit Steuermann. 1986 und 1987 belegte er jeweils  mit dem Deutschland-Achter den sechsten Platz bei der Weltmeisterschaft. Als Trainer Ralf Holtmeyer den Deutschland-Achter für die Olympiasaison 1988 neu formierte, blieb der 1,98 Meter große Domian im Boot. Nach dem Gewinn der Deutschen Meisterschaft 1988 war der neu formierte Achter auch bei den Olympischen Spielen in Seoul erfolgreich. In der Besetzung Wolfgang Maennig, Thomas Möllenkamp, Matthias Mellinghaus, Eckhard Schultz, Ansgar Wessling, Armin Eichholz, Thomas Domian, Schlagmann Bahne Rabe und Steuermann Manfred Klein gewann der Achter in Seoul Gold und erhielt dafür – zusammen mit der Achtermannschaft – das Silberne Lorbeerblatt.